# 航空戦術教導団
航空戦術教導団（こうくうせんじゅつきょうどうだん、英称：Air Tactics Development Wing）とは、航空自衛隊航空総隊隷下の団。司令部は東京都福生市の横田基地に置かれる。

## 概要
2013年（平成25年）12月17日に閣議決定・公開された防衛計画の大綱及び26中期防において「弾道ミサイル発射手段への対応能力のあり方を検討し、必要な措置を講じる。」という表現が盛り込まれた。これを受けて、航空自衛隊の航空総隊隷下にある教導部隊を集約し一元的な管理を行うための航空戦術教導団の新編が発表され、2014年（平成26年）6月13日に成立した防衛省設置法等の一部を改正する法律に同内容が盛り込まれた。同年7月24日改正の自衛隊法施行令に基づき、8月1日付をもって編成完結した。
部隊編成は「航空戦術教導団司令部一、飛行教導群一、高射教導群一、電子作戦群一その他の防衛大臣直轄部隊をもつて編成する。」とあり、団司令は空将補をもつて充てることが同政令において規定されている。
教導団の設置により、教導部隊を一元化したことで、これまでは不可能であった複数の教導部隊が参加した共同訓練（例えば電子戦下でのドッグファイトや対空火器戦闘、対空火器脅威下でのドッグファイト等）も可能になった、とされている。

## 部隊編成
- 司令部（横田基地）
- 飛行教導群：旧飛行教導隊を改編（小松基地）
- 高射教導群：旧高射教導隊を改編（浜松基地）、隷下に基地防空教導隊（千歳基地）を含む。
- 電子作戦群：旧航空総隊司令部飛行隊隷下の電子戦支援隊を増強改編。隷下に電子飛行測定隊を含む。(入間基地)
- 基地警備教導隊（百里基地）
- 航空支援隊：北部航空方面隊第3航空団飛行群隷下から航空戦術教導団隷下への隷属換え（築城基地[5]）

## 主要幹部
| 官職名             | 階級    | 氏名       | 補職発令日     | 前職                                          |
| ------------------ | ------- | ---------- | -------------- | --------------------------------------------- |
| 航空戦術教導団司令 | 空将補  | 富川輝     | 2024年03月28日 | 中部高射群司令                                |
| 副司令             | 1等空佐 | 日髙大作   | 2025年03月03日 | 統合幕僚監部防衛計画部防衛課 防衛調整官       |
| 飛行教導群司令     | 1等空佐 | 吉滿淳一   | 2025年03月24日 | 航空幕僚監部人事教育部人事教育計画課 養成班長 |
| 高射教導群司令     | 1等空佐 | 金子浩二郎 | 2024年03月01日 | 航空教育隊基地業務群司令                      |
| 電子作戦群司令     | 1等空佐 | 橋口創     | 2023年10月01日 | 航空幕僚監部人事教育部 人事教育計画課勤務     |

| 代                           | 氏名                         | 在職期間                     | 出身校・期                   | 前職                           | 後職                                   |
| 航空総隊戦術官（団司令要員） | 航空総隊戦術官（団司令要員） | 航空総隊戦術官（団司令要員） | 航空総隊戦術官（団司令要員） | 航空総隊戦術官（団司令要員）   | 航空総隊戦術官（団司令要員）           |
| ---------------------------- | ---------------------------- | ---------------------------- | ---------------------------- | ------------------------------ | -------------------------------------- |
| -                            | 平塚弘司                     | 2013.8.1 - 2014.7.31         | 早稲田大学・ 76期幹候        | 情報本部画像・地理部長         | 航空戦術教導団司令                     |
| 航空戦術教導団司令           |                              |                              |                              |                                |                                        |
| 01                           | 平塚弘司                     | 2014.8.1 - 2015.8.3          | 早稲田大学・ 76期幹候        | 航空総隊戦術官                 | 第1航空団司令 兼 浜松基地司令          |
| 02                           | 佐藤信知                     | 2015.8.4 - 2017.8.31         | 陸自生徒28期・ 防大34期      | 航空幕僚監部装備部装備体系課長 | 第8航空団司令 兼 築城基地司令          |
| 03                           | 安藤忠司                     | 2017.9.1 - 2019.8.22         | 防大33期                     | 第2航空団司令 兼 千歳基地司令  | 統合幕僚監部防衛計画部長 →内閣官房出向 |
| 04                           | 鮫島建一                     | 2019.8.23 - 2020.8.24        | 防大36期                     | 第3航空団司令 兼 三沢基地司令  | 航空総隊司令部防衛部長                 |
| 05                           | 寺﨑隆行                     | 2020.8.25 - 2021.12.21       | 防大36期                     | 西部航空方面隊副司令官         | 航空総隊司令部防衛部長                 |
| 06                           | 加治屋秀昭                   | 2021.12.22 - 2023.3.29       | 防大32期                     | 第6航空団司令 兼 小松基地司令  | 航空支援集団副司令官                   |
| 07                           | 德重広為智                   | 2023.3.30 - 2024.3.27        | 防大37期                     | 南西航空方面隊副司令官         | 航空幕僚監部監理監察官                 |
| 08                           | 富川輝                       | 2024.3.28 -                  | 防大42期                     | 中部高射群司令                 |                                        |